# The Long Road
Albums de Nickelback
Silver Side Up All The Right Reasons
The Long Road est le 4e album du groupe canadien Nickelback, sorti en 2003.

## Pistes de l'album
1. "Flat on the Floor" – 2:02
2. "Do This Anymore" – 4:03
3. "Someday" – 3:27
4. "Believe it or Not" – 4:08
5. "Feelin' Way Too Damn Good" – 4:16
6. "Because Of You" – 3:30
7. "Figured You Out" – 3:48
8. "Should've Listened" – 3:42
9. "Throw Yourself Away" – 3:56
10. "Another Hole in the Head" – 3:35
11. "See You at the Show" – 4:05